# ICC Intercontinental Cup 2004
L'ICC Intercontinental Cup 2004 è stata la prima edizione del torneo mondiale di First Class cricket per nazioni prive del test status. Si è disputata dal 23 aprile al 22 novembre 2004. Al torneo hanno preso parte dodici squadre e la vittoria finale è andata alla selezione scozzese, che ha sconfitto in finale quella canadese.

## Formula
Le dodici squadre partecipanti erano divise in quattro gironi all'italiana da tre squadre ciascuno, stabiliti con criteri geografici (Africa, Europa, Asia e Americhe), con partite di sola andata. Le vincenti dei gironi si sono affrontate in semifinale e finale. Nella fase ad eliminazione diretta in caso di draw o tie avanzava la squadra che aveva marcato il maggior numero di runs nel primo innings in battuta. Il primo innings in battuta era limitato a 90 overs, al termine del quale la squadra doveva obbligatoriamente dichiarare.
Nel girone all'italiana iniziale ogni squadra poteva conquistare i seguenti punti:
- 14 punti per la vittoria
- 7 punti per il tie (pareggio perfetto)
- 1 punto ogni 25 runs marcate
- 0,5 punti per ogni wicket conquistato

## Fase a gironi

### Gruppo Africa

#### Partite
| Data              | Luogo                                      | In battuta (nel I innings)                              | Al lancio (nel I innings)                   | Risultato                                  |
| ----------------- | ------------------------------------------ | ------------------------------------------------------- | ------------------------------------------- | ------------------------------------------ |
| 23-25 aprile 2004 | Wanderers Cricket Ground Windhoek, Namibia | Namibia 165 (67.1 overs) e 289 (98.1 overs)             | Uganda 274 (105 overs) e 183/5 (44.1 overs) | UGA vince di 5 wickets Tabellino           |
| 23-25 luglio 2004 | Gymkhana Club Ground Nairobi, Kenya        | Uganda 152 (65.3 overs) e 151 (57.2 overs)              | Kenya 307/6 Dec (89.3 overs)                | KEN vince di un innings e 4 runs Tabellino |
| 1-3 ottobre 2004  | Aga Khan Sports Club Ground Nairobi, Kenya | Namibia 357/6 Dec (87.1 overs) e 202/5 Dec (44.4 overs) | Kenya 258 (81.2 overs) e 259/3 (80 overs)   | Draw Tabellino                             |

#### Classifica
| Squadra | Giocate | Vinte | Perse | Draw | Punti |
| ------- | ------- | ----- | ----- | ---- | ----- |
| Kenya   | 2       | 1     | 0     | 1    | 45.5  |
| Uganda  | 2       | 1     | 1     | 0    | 41    |
| Namibia | 2       | 0     | 1     | 1    | 32    |

### Gruppo Americhe

#### Partite
| Data              | Luogo                                      | In battuta (nel I innings)                             | Al lancio (nel I innings)                         | Risultato                       |
| ----------------- | ------------------------------------------ | ------------------------------------------------------ | ------------------------------------------------- | ------------------------------- |
| 28-30 maggio 2004 | Brian Piccolo Park Fort Lauderdale, USA    | Canada 221 (73.5 overs) e 145 (72.5 overs)             | Stati Uniti 136 (40.4 overs) e 126 (44.2 overs)   | CAN vince di 104 runs Tabellino |
| 13-15 luglio 2004 | Bermuda National Stadium Hamilton, Bermuda | Stati Uniti 297/9 Dec (90 overs) e 183 (46.2 overs)    | Bermuda 201/8 Dec (86.5 overs) e 166 (68.3 overs) | USA vince di 114 runs Tabellino |
| 13-15 agosto 2004 | Sunnybrook Park Toronto, Canada            | Canada 250/9 Dec (88.4 overs) e 250/4 Dec (51.1 overs) | Bermuda 107 (51 overs) e 221/9 (87 overs)         | Draw Tabellino                  |

#### Classifica
| Squadra     | Giocate | Vinte | Perse | Draw | Punti |
| ----------- | ------- | ----- | ----- | ---- | ----- |
| Canada      | 2       | 1     | 0     | 1    | 50    |
| Stati Uniti | 2       | 1     | 1     | 0    | 47    |
| Bermuda     | 2       | 0     | 1     | 1    | 29    |

### Gruppo Asia

#### Partite
| Data                 | Luogo                                                             | In battuta (nel I innings)                                      | Al lancio (nel I innings)                    | Risultato                        |
| -------------------- | ----------------------------------------------------------------- | --------------------------------------------------------------- | -------------------------------------------- | -------------------------------- |
| 25-27 marzo 2004     | Sharjah Cricket Association Stadium Sharjah, Emirati Arabi Uniti  | Emirati Arabi Uniti 293/9 Dec (82.1 overs) e 253/6 d (83 overs) | Nepal 213 (76 overs) e 141/5 (75 overs)      | Draw Tabellino                   |
| 23-25 aprile 2004    | Tribhuvan University International Cricket Ground Kirtipur, Nepal | Malaysia 132 (54.5 overs) e 99 (51.2 overs)                     | Nepal 198 (84.1 overs) e 34/1 (7.1 overs)    | NEP vince di 9 wickets Tabellino |
| 17-19 settembre 2004 | Selangor Turf Club Kuala Lumpur, Malaysia                         | Emirati Arabi Uniti 231/9 Dec (57 overs) e 211/7 d (48 overs)   | Malaysia 173 (72.5 overs) e 145 (58.1 overs) | UAE vince di 124 runs Tabellino  |

#### Classifica
| Squadra             | Giocate | Vinte | Perse | Draw | Punti |
| ------------------- | ------- | ----- | ----- | ---- | ----- |
| Emirati Arabi Uniti | 2       | 1     | 0     | 1    | 50.5  |
| Nepal               | 2       | 1     | 0     | 1    | 42    |
| Malaysia            | 2       | 0     | 2     | 0    | 23    |

### Gruppo Europa

#### Partite
| Data              | Luogo                                          | In battuta (nel I innings)                         | Al lancio (nel I innings)                       | Risultato                                   |
| ----------------- | ---------------------------------------------- | -------------------------------------------------- | ----------------------------------------------- | ------------------------------------------- |
| 11-13 giugno 2004 | Mannofield Park Aberdeen Scozia                | Scozia 314/7 Dec (87 overs) e 250/8 Dec (66 overs) | Paesi Bassi 257 (75.4 overs) e 207/3 (76 overs) | Draw Tabellino                              |
| 13-15 luglio 2004 | Sportpark Het Schootsveld Deventer Paesi Bassi | Paesi Bassi 200 (80.5 overs) e 141 (56.1 overs)    | Irlanda 388/8 Dec (87 overs)                    | IRL vince di un innings e 47 runs Tabellino |
| 6-8 agosto 2004   | Clontarf Cricket Club Ground Dublino Irlanda   | Irlanda 193 (59.4 overs) e 178 (51.4 overs)        | Scozia 167 (59.1 overs) e 206/2 (53.3 overs)    | SCO vince di 8 wickets Tabellino            |

#### Classifica
| Squadra     | Giocate | Vinte | Perse | Draw | Punti |
| ----------- | ------- | ----- | ----- | ---- | ----- |
| Scozia      | 2       | 1     | 0     | 1    | 48.5  |
| Irlanda     | 2       | 1     | 1     | 0    | 43    |
| Paesi Bassi | 2       | 0     | 1     | 1    | 27    |

## Eliminazione diretta
- D: match draw
- X W: vittoria per X wicket
- X R: vittoria per X runs
- I+X R: vittoria per innings e X runs

|  | Semifinali          | Semifinali          | Semifinali |  |        | Finale | Finale | Finale |  |
|  |                     |                     |            |  |        |        |        |        |  |
|  | Kenya               | Kenya               | D          |  |        |        |        |        |  |
|  | Kenya               | Kenya               | D          |  |        |        |        |        |  |
|  | Scozia              | Scozia              | D          |  |        |        |        |        |  |
|  | Scozia              | Scozia              | D          |  | Scozia | Scozia | I+84R  |        |  |
|  |                     |                     |            |  | Scozia | Scozia | I+84R  |        |  |
|  |                     |                     | Canada     |  |        |        |        |        |  |
|  | Emirati Arabi Uniti | Emirati Arabi Uniti | D          |  |        |        |        |        |  |
|  | Emirati Arabi Uniti | Emirati Arabi Uniti | D          |  |        |        |        |        |  |
|  | Canada              | Canada              | D          |  |        |        |        |        |  |

### Semifinali
| Data                | Luogo                                                            | In battuta (nel I innings)                            | Al lancio (nel I innings)                                     | Risultato      |
| ------------------- | ---------------------------------------------------------------- | ----------------------------------------------------- | ------------------------------------------------------------- | -------------- |
| 17-19 novembre 2004 | Sheikh Zayed Stadium Abu Dhabi, Emirati Arabi Uniti              | Scozia 300/5 Dec (88.3 overs) e 401/7 Dec (120 overs) | Kenya 95 (31.5 overs) e 163/4 (52 overs)                      | Draw Tabellino |
| 17-19 novembre 2004 | Sharjah Cricket Association Stadium Sharjah, Emirati Arabi Uniti | Canada 337/6 Dec (81 overs) e 253/8 Dec (81.1 overs)  | Emirati Arabi Uniti 254/8 Dec (85.4 overs) e 194/9 (55 overs) | Draw Tabellino |

### Finale
| Data               | Luogo                                                            | In battuta (nel I innings)                | Al lancio (nel I innings)     | Risultato                                   |
| ------------------ | ---------------------------------------------------------------- | ----------------------------------------- | ----------------------------- | ------------------------------------------- |
| 27-29 ottobre 2005 | Sharjah Cricket Association Stadium Sharjah, Emirati Arabi Uniti | Canada 110 (41.1 overs) e 93 (29.5 overs) | Scozia 287/8 Dec (88.1 overs) | SCO vince di un innings e 84 runs Tabellino |